# Kanab
Kanab är administrativ huvudort i Kane County i Utah. Orten hade 4 312 invånare enligt 2010 års folkräkning.